# Giovanni Baleison
Giovanni Baleison (Demonte, 1463 circa – 1500) è stato un pittore italiano del gotico internazionale, attivo tra il 1480 e il 1500.

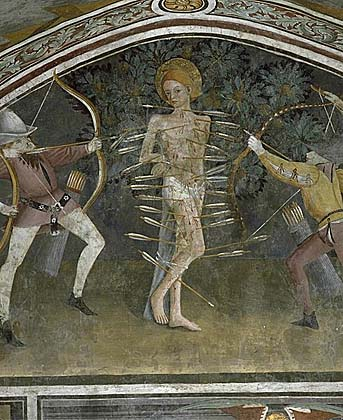
Giovanni Baleison, Vita di Santo Sebastiano, affresco, altare principale, Saint-Étienne-de-Tinée, Alpes-Maritimes, Francia

È conosciuto per aver lavorato in Francia e in Italia, nel Piemonte e in Liguria.
È nato a Demonte, verso il 1463 e sarebbe morto dopo il 1492, forse nel 1500.
Ha lavorato con Giovanni Canavesio.

## Opere
- Cappella di San Sebastiano di Venanson (Francia) nel 1481.
- Casa Stropo Basura, in val Maira nel 1486.
- Cappella di San Sebastiano, in Saint-Étienne-de-Tinée (Francia) negli anni 1485-1490 con Giovanni Canavesio.
- Chiesa di Santa Maria delle Pieve a Beinette presso Cuneo tra il 1465 e il 1475.
- Chiesa di San Bernardo a Pigna (IM) con Giovanni Canavesio nel 1482.
- I Quattro Evangelisti nel Santuario di Nostra Signora del Fontan a Briga Marittima (Francia) nel 1492 con Giovanni Canavesio.
- Cappella di San Sebastiano a Celle di Macra (CN), in val Maira.